# 马利克·本德杰鲁
马利克·本德杰鲁（瑞典語：Malik Bendjelloul；1977年9月14日—2014年5月13日）是一名瑞典电影导演。

## 生平
他的父母为阿尔及利亚出生的医师Hacéne Bendjelloul、瑞典翻译与画家Veronica Schildt Bendjelloul。他的叔叔是演员兼导演Peter Schildt。
他执导的2012年音乐纪录片《寻找小糖人》获得了奥斯卡最佳纪录片奖。
2014年5月13日，马利克·本德杰鲁在瑞典首都斯德哥尔摩去世，年仅36岁半。死因据称为抑郁导致的自杀。

## 电影作品
- Ebba och Didrik (1990) (演员)
- 寻找小糖人/Searching for Sugar Man (2012) (导演、制片、剧本、剪辑)